# Меркин, Владимир Иосифович
Владимир Иосифович Ме́ркин (1914—1997) — советский ядерный инженер, учёный.

## Биография
Родился 11 (24 апреля) 1914 года в местечке Смоляны (ныне Оршанский район (Витебская область), Витебская область, Белоруссия) в бедной еврейской семье.
В 1939 году окончил Московский институт химического машиностроения (МИХМАШ). Работал инженером в ГСПИ-3 Наркомата химической промышленности СССР. После начала войны занимался созданием огнеметов и средств дымовой защиты для флота. 
С 28 мая 1944 года заведующий сектором № 6 в Лаборатории № 2, сотрудник И. В. Курчатова. Научная тема — исследование способов сближения подкритичных частей ядерного заряда для осуществления взрывной реакции на быстрых нейтронах (1944—1946).
С 1947 главный технолог разрабатываемого в НИИХИМе и Лаборатории № 2 проекта промышленного реактора «А-1» для получения плутония.
В 1948—1949 годах главный инженер строящегося промышленного ядерного реактора (завод «А» на комбинате № 817, Челябинск-40; позже Комбинат «Маяк», Озёрск). В тяжелейших условиях был получен плутоний в количестве, необходимом для создания атомной бомбы.
С начала 1949 года работал в ЛИПАН (будущий ИАЭ и РНЦ Курчатовский институт). Участник создания реакторов для атомной промышленности и транспортных целей, в частности — для атомного ледокола «Ленин».
В 1956—1969 годах руководил исследованиями по газоохлаждаемым и высокотемпературным реакторам.
В последние годы жизни — главный научный сотрудник РНЦ КИ.
Доктор технических наук (1964).

## Награды и премии
- Сталинская премия II степени (10 апреля 1942) — за создание аппарата, имеющего оборонное значение
- Сталинская премия I степени (1951) — за научно-техническое руководство проектными и конструкторскими работами заводов №2 и 4 и успешное освоение комбината №817
- Сталинская премия II степени (1953) — за расчётные и экспериментальные работы по созданию реакторов для производства трития
- Государственная премия СССР (1982)
- три ордена Трудового Красного Знамени (1949, 1951, 1954)
- орден Почёта (1996)
- медаль «За оборону Кавказа»

## Семья
Жена — Анна Михайловна Меркина; дочь Ирина (1946—1979).